# یوللاس، هلسینکی

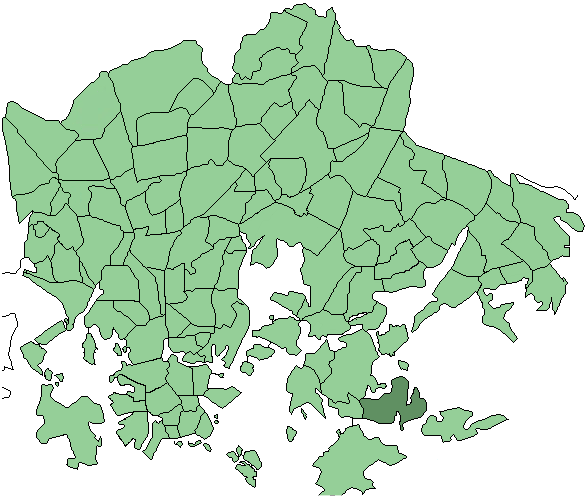
موقعیت یولْلاس در نقشه هلسینکی

یولْلاس محله ای در جنوب شرقی هلسینکی پایتخت فنلاند است که در قسمت شرقی جزیره لایاسالو واقع شده است. موقعیت یوللاس در منطقه های چهارگانه هلسینکی است.